# مزرعة ميرزا شفيعي (عقدا)
مزرعة میرزا شفیعي (بالإنجليزية: Mazraeh-ye Mirza Shafi)‏ هي منطقة سكنية تقع في إيران في يزد.